# 현내리 신라아찬유공 유허비
현내리 신라아찬유공 유허비는 대한민국 경상북도 포항시 북구 기계면 현내리 490에 있다. 2017년 9월 29일 포항시의 향토문화유산 제2017-01호로 지정되었다.

## 개요
현내리 신라아찬유공유허비는 조선 정조 19년(1795)에 경주부윤 유한모가 시조가 살던 옛터를 찾아 비를 세우고 비각을 건립하였다고 한다. 이 비는 기계유씨 시조가 거주하던 세거지이며 관형지인 기계면에 건립되어 중요한 역사적 사실을 알려주는 문화유적이다.